# Centropages orsinii
Centropages orsinii är en kräftdjursart som beskrevs av Giesbrecht 1889. Centropages orsinii ingår i släktet Centropages och familjen Centropagidae. Inga underarter finns listade i Catalogue of Life.